# Phylloscartes oustaleti
A Phylloscartes oustaleti a madarak (Aves) osztályának verébalakúak (Passeriformes) rendjébe és a királygébicsfélék (Tyrannidae) családjába tartozó faj.

## Rendszerezése
A fajt Philip Lutley Sclater angol ügyvéd és zoológus írta le 1887-ben, a Leptopogon nembe Leptopogon oustaleti néven.

## Előfordulása
Brazília délkeleti részén, Alagoas és Pernambuco államokban honos. Természetes élőhelyei a  szubtrópusi vagy trópusi síkvidéki esőerdők. Állandó, nem vonuló faj.

## Megjelenése
Testhossza 12 centiméter.

## Természetvédelmi helyzete
Az elterjedési területe még nagy, de csökken, egyedszáma is csökken. A Természetvédelmi Világszövetség Vörös listáján mérsékelten fenyegetett fajként szerepel.